# Charles E. Smith
Ne doit pas être confondu avec Charles Emory Smith.
Pour les articles homonymes, voir Charles Smith et Smith.
Charles Edward Smith IV (né le 29 novembre 1967 à Washington DC) est un ancien joueur américain de basket-ball.

## Biographie
Smith débute à All Saints High School à Washington, D.C. Il rejoint ensuite l'université de Georgetown, où il est nommé joueur de l'année de la Big East Conference lors de la saison 1988-1989.
Smith est sélectionné dans la sélection américaine pour les Jeux olympiques 1988, la dernière équipe américaine sans joueur professionnel.
Il n'est pas sélectionné lors de la draft 1989. Il dispute cependant deux saisons avec les Celtics de Boston.
Le 12 mars 1992, Smith est condamné pour son implication dans un accident de la route et délit de fuite, où deux étudiants de Boston University furent tués le 22 mars 1991.
Charles E. Smith rejouera une saison avec les Timberwolves du Minnesota en 1995-1996.